# Догнать и перегнать

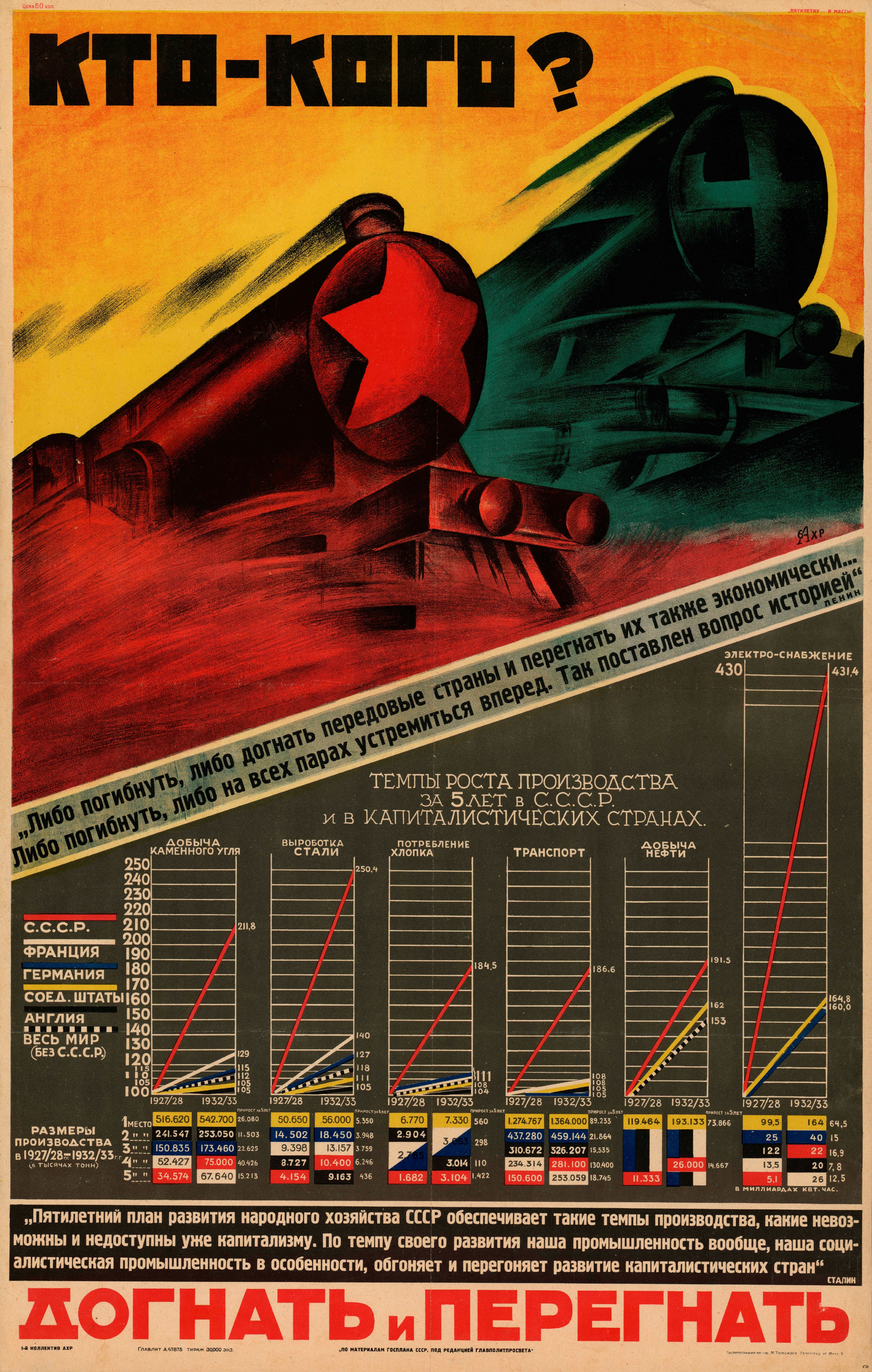
Плакат «Догнать и перегнать», 1929 г.

«Догна́ть и перегна́ть» (развитые капиталистические страны, позже — Америку) — часто цитируемые слова из работы В. И. Ленинa «Грозящая катастрофа и как с ней бороться» (сентябрь 1917), превратившиеся, таким образом, в политическое клише. Дополнительную популярность лозунг приобрёл в конце 1950-х годов в связи с высказываниями главы КПСС Н. С. Хрущёва.

## Происхождение
Наиболее часто цитируемое высказывание из работы «Грозящая катастрофа и как с ней бороться»:

Революция сделала то, что в несколько месяцев Россия по своему политическому строю догнала передовые страны.
Но этого мало. Война неумолима, она ставит вопрос с беспощадной резкостью: либо погибнуть, либо догнать передовые страны и перегнать их также и экономически.
— В. И. Ленин, Полное собрание сочинений, 5-е издание, т. 34, с. 198
Выражение «догнать и перегнать» употреблялось Лениным и ранее, в несколько ином контексте:

Здесь мы подходим к насущному вопросу нашего движения, к его больному пункту — организации. Улучшение революционной организации и дисциплины, усовершенствование конспиративной техники необходимы настоятельно. Надо открыто признать, что в этом отношении мы отстали от старых русских революционных партий и должны приложить все усилия, чтобы догнать и перегнать их.
— В. И. Ленин, Полное собрание сочинений, 5-е издание, т. 4, с. 193—194

Рабочую печать надо развивать и делать прочнее. На это нужны деньги. Только при условии постоянных и массовых сборов среди рабочих возможно будет настойчивым трудом добиться удовлетворительной постановки рабочих газет в России. В Америке есть одна рабочая газета («Призыв к Разуму»), которая имеет свыше полмиллиона подписчиков. Плох тот русский рабочий, — сказали бы мы, переделывая одну известную поговорку, — который не надеется догнать и перегнать своего американского собрата.
— В. И. Ленин, Полное собрание сочинений, 5-е издание, т. 21, с. 439
Ю. П. Анненков вспоминал, что в 1921 году при создании портрета Ленина тот во время сеанса говорил ему, что этот тезис не стоит понимать буквально, так как «всякий оптимизм должен быть разумен и иметь свои границы». По словам художника, Ленин говорил ему, что это выражение «означает прежде всего необходимость возможно скорее и всяческими мерами подгноить, разложить, разрушить её экономическое и политическое равновесие, подточить его и, таким образом, раздробить её силу и волю к сопротивлению. Только после этого мы сможем надеяться практически „догнать и перегнать“ Соединённые Штаты и их цивилизацию».

## Употребление до Хрущёва
Высказывание Ленина неоднократно цитировалось и перефразировалось как сторонниками, так и противниками советского строя.
В декабре 1927 года на XV съезде ВКП(б) Иосиф Сталин заявил:

Ленин был прав, говоря ещё в сентябре 1917 года, до взятия власти большевиками, что мы, установив диктатуру пролетариата, можем и должны «догнать передовые страны и перегнать их также и экономически».
Задача партии: закрепить достигнутый темп развития социалистической промышленности и усилить его в ближайшем будущем на предмет создания благоприятных условий, необходимых для того, чтобы догнать и перегнать передовые капиталистические страны.
— Сталин И.В. Сочинения. – Т. 10. – М.: ОГИЗ; Государственное издательство политической литературы, 1949. С. 271–353.
Позднее Сталин говорил на пленуме ЦК ВКП(б) 19 ноября 1928 г.:

Мы догнали и перегнали передовые капиталистические страны в смысле установления нового политического строя, советского строя. Это хорошо. Но этого мало. Для того, чтобы добиться окончательной победы социализма, нужно ещё догнать и перегнать эти страны также в технико-экономическом отношении
— Ленин и Сталин. Сборник произведений, т. III, стр. 315
На Первой Всесоюзной конференции работников социалистической промышленности, состоявшейся 4 февраля 1931 года, Сталин напомнил о сказанном на пленуме трёхлетней давности, оценив отставание СССР от передовых стран в «50-100 лет»:

В прошлом у нас не было и не могло быть отечества. Но теперь, когда мы свергли капитализм, а власть у нас, у народа, — у нас есть отечество и мы будем отстаивать его независимость. Хотите ли, чтобы наше социалистическое отечество было побито и чтобы оно утеряло свою независимость? Но если этого не хотите, вы должны в кратчайший срок ликвидировать его отсталость и развить настоящие большевистские темпы в деле строительства его социалистического хозяйства. Других путей нет. Вот почему Ленин говорил накануне Октября: «Либо смерть, либо догнать и перегнать передовые капиталистические страны». Мы отстали от передовых стран на 50-100 лет. Мы должны пробежать это расстояние в десять лет. Либо мы сделаем это, либо нас сомнут.
— Сталин И.В. Сочинения. – Т. 13. – М.: Государственное издательство политической литературы, 1951. С. 29–42.
Михаил Тухачевский в своей статье «Новые учебные задачи» писал:

Мы имеем в армии базу, на которой можно достигнуть наивысших форм тактики, на которой можно догнать и перегнать в искусстве ведения боя и операций наиболее технически сильные и угрожающие нам капиталистические армии
— «Война и революция», 1929, кн. 11, стр. 3 — 20
На объединённом пленуме ЦК и ЦКК ВКП(б) 7—12 января 1933 года:

Ленин говорил:
«Революция сделала то, что в несколько месяцев Россия по своему политическому строю догнала передовые страны.
Но этого мало. Война неумолима, она ставит вопрос с беспощадной резкостью: либо погибнуть, либо догнать передовые страны и перегнать их также и экономически… Погибнуть или на всех парах устремиться вперёд. Так поставлен вопрос историей» (см. т. XXI, стр. 191).
<…>
Эти положения и легли в основу тех соображений партии, которые привели к выработке пятилетнего плана, которые привели к определению основной задачи пятилетнего плана.
— И. В. Сталин, Итоги первой пятилетки, доклад 7 января 1933 г.,
«Правда», №№ 10 и 17, 10 и 17 января 1933 г.

Чем диктовалась эта основная задача пятилетки, чем она обосновывалась?
Необходимостью ликвидации технико-экономической отсталости Советского Союза, обрекающей его на незавидное существование, необходимостью создать в стране такие предпосылки, которые дали бы ей возможность не только догнать, но со временем и перегнать в технико-экономическом отношении передовые капиталистические страны.
Соображением о том, что Советская власть не может долго держаться на базе отсталой промышленности, что только современная крупная промышленность, не только не уступающая, но могущая со временем превзойти промышленность капиталистических стран, — может служить действительным и надёжным фундаментом для Советской власти.
— там же

Нам нужны теперь большевики-специалисты по металлу, по текстилю, по топливу, по химии, по сельскому хозяйству, по транспорту, по торговле, по бухгалтерии и т. д. и т. п. Нам нужны теперь целые группы, сотни и тысячи новых кадров из большевиков, могущих быть хозяевами дела в разнообразнейших отраслях знаний. Без этого нечего и говорить о быстром темпе социалистического строительства нашей страны. Без этого нечего и говорить о том, что мы сумеем догнать и перегнать передовые капиталистические страны.
— И. В. Сталин, Речь на VIII съезде ВЛКСМ 16 мая 1928 г.

Ленин был прав, говоря ещё в сентябре 1917 года, до взятия власти большевиками, что мы, установив диктатуру пролетариата, можем и должны «догнать передовые страны и перегнать их также и экономически»
— И. В. Сталин, Политический отчёт Центрального Комитета, 3 декабря 1921, 
XV Съезд ВКП(б) 2—19 декабря 1921 г.
Уже и советскими руководителями фраза нередко употреблялась иронически:

Известно, что в ряде районов Туркестана были уже попытки «догнать и перегнать» передовые районы СССР путём угрозы военной силой, путём угрозы лишить поливной воды и промтоваров тех крестьян, которые не хотят пока что идти в колхозы.
Что может быть общего между этой «политикой» унтера Пришибеева и политикой партии, опирающейся на добровольность и учёт местных особенностей в деле колхозного строительства? Ясно, что между ними нет и не может быть ничего общего.
Кому нужны эти искривления, это чиновничье декретирование колхозного движения, эти недостойные угрозы по отношению к крестьянам? Никому, кроме наших врагов.
— И. В. Сталин, Головокружение от успехов,
«Правда» № 60, 2 марта 1930 г.
Фраза часто употреблялась и противниками Сталина, иногда для критики советского строя.
Л. Д. Троцкий пишет в 1935 году, в эмиграции:

Войдя в социалистическую революцию, как «самое слабое звено
капиталистической цепи» (Ленин), бывшая империя царей и сейчас,
на 19-м году после переворота, стоит ещё перед задачей «догнать
и перегнать» — следовательно прежде всего догнать — Европу и Америку, то есть разрешить те технические и производственные задачи, которые давно разрешил передовой капитализм.
Да <и> могло ли быть иначе? Низвержение старых
господствующих классов не разрешило, а лишь обнажило до конца
задачу: подняться от варварства к культуре. В то же время,
сосредоточив собственность на средства производства в руках
государства, революция дала возможность применять новые,
неизмеримо более действенные методы хозяйства. Только благодаря
плановому руководству в короткий срок восстановлено то, что
было разрушено империалистской и гражданской войной, созданы
новые грандиозные предприятия, введены новые производственные
отрасли промышленности.
— Л. Д. Троцкий  Преданная революция

Так или иначе, поворот произошёл. Лозунг «обогащайтесь!»,
как и теория безболезненного врастания кулака в социализм были
с запозданием, но тем более решительно осуждены.
Индустриализация поставлена в порядок дня. Самодовольный
квиетизм сменился панической стремительностью. Полузабытый
лозунг Ленина «догнать и перегнать» был дополнен словами: «в
кратчайший срок».
— там же

«Низшая стадия коммунизма», употребляя термин Маркса,
начинается с того уровня, к которому приблизился наиболее
передовой капитализм. Между тем реальная программа ближайших
советских пятилеток состоит в том, чтоб «догнать Европу и
Америку».
— там же
В мае 1939 года Общее собрание АН СССР заслушало доклад академика Е. С. Варги «Научные проблемы, вытекающие из задачи догнать и перегнать в экономическом отношении главные капиталистические страны».

## Неудачи и достижения Хрущёва

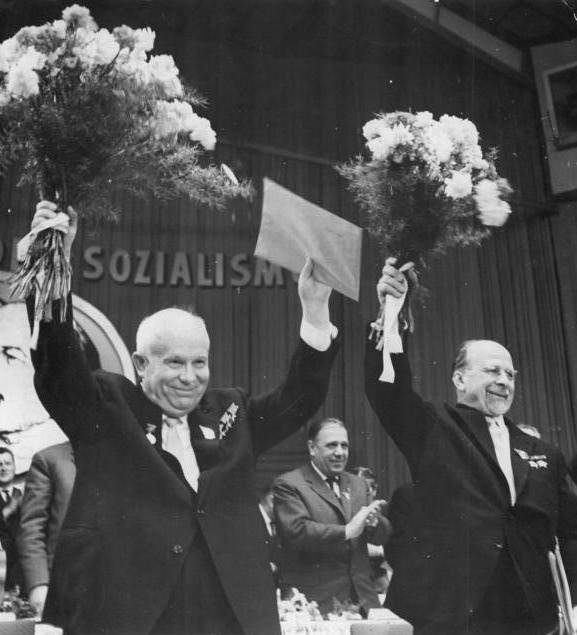
Хрущёв, 1963

Широкую известность получило обещание первого секретаря ЦК КПСС Н. С. Хрущёва 22 мая 1957 года в речи на зональном совещании работников сельского хозяйства областей и автономных республик СССР догнать и перегнать Америку за три года по производству мяса, молока и масла на душу населения. В связи с этим распространено заблуждение, что фраза принадлежит самому Хрущёву.
Сама эта формулировка означала признание того факта, что СССР пока отстаёт от США по ряду экономических показателей; в пропаганде сталинского времени (особенно в послевоенный период) такие прямые заявления избегались.
Во время правления Хрущёва было поставлено большое количество трудновыполнимых задач, которые предполагалось осуществить в кратчайшие сроки. Поставленная задача быстрого роста потребления с целью конечного построения коммунизма мгновенно столкнулась с проблемами, которые пытались решить авантюристическими методами. Попытки Хрущёва реформировать административный аппарат, экономику и социальные сферы привели к серьёзному кризису начала 1960-х. Наиболее известные авантюры времён Хрущева — «кукурузная лихорадка», «мясная кампания в Рязани» и «молочные рекорды». В то время как промышленное развитие происходило относительно быстро, улучшения в сельскохозяйственной сфере вскоре сменились кризисом. К 1960 году стало ясно, что «догнать и перегнать Америку за 3—4 года» по уровню благосостояния не удалось.

Хрущёв выступает на Кировском заводе:

— Мы, товарищи, скоро не только догоним, но и перегоним Америку!

Голос из толпы:

— Догнать Америку мы, Никита Сергеевич, согласны. Только перегонять бы не надо.

— А почему?

— А голый зад будет видно!— анекдот 1960-х
В то же время годы правления Хрущёва были отмечены значительными успехами в области науки и техники, позволившими достичь стратегического паритета с США: запуск первого спутника и полёт первого космонавта, первый в мире атомный ледокол и первая в мире атомная электростанция (производные от основного направления — гонки вооружений) — значительные вехи, в которых СССР действительно опередил США.

## В литературе
| «Буржуи, |          |                            |
|          | дивитесь |                            |
|          |          | коммунистическому берегу — |

| на работе, |              |          |
|            | в аэроплане, |          |
|            |              | в вагоне |

| вашу |             |                    |
|      | быстроногую |                    |
|      |             | знаменитую Америку |

| мы |           |               |
|    | и догоним |               |
|    |           | и перегоним.» |

Из стихотворения В. В. Маяковского «Американцы удивляются» (1929).
В основе жизни Советского Союза лежит коммунистическая идея. У нас есть точная цель, к которой страна идет. Вот почему мы, люди, по сравнению с Америкой, покуда среднего достатка, уже сейчас гораздо спокойнее и счастливее, чем она — страна Моргана и Форда, двадцати пяти миллионов автомобилей, полутора миллионов километров идеальных дорог, страна холодной и горячей воды, ванных комнат и сервиса лозунг о технике, которая решает все, был дан Сталиным после того, как победила идея. Вот почему техника не кажется нам вышедшим из бутылочки злым духом, которого в эту бутылочку никак нельзя загнать обратно. Наоборот мы хотим догнать техническую Америку и перегнать её.
Из путевого очерка Одноэтажная Америка.